# Rick Schroder
Richard Bartlett Schroder, Jr. (Staten Island, Nueva York; 13 de abril de 1970), quien a veces aparece en los créditos como Ricky Schroder, y más conocido como Rick Schroder, es un actor y director de cine estadounidense, ganador de un Globo de Oro.

## Carrera
Debutó en la exitosa película de 1979 Campeón, por la que ganó el Globo de Oro a la Mejor Nueva Estrella Masculina del Año a la edad de nueve años por su papel de TJ Flynn.
Se convirtió en una estrella infantil reconocida gracias a la serie de televisión Silver Spoons. 
Continuó actuando en el western Lonesome Dove
En 1998 se unió al elenco principal del drama policial de televisión NYPD Blue donde interpretó al detective Danny Sorenson, hasta el 2001 después de que su personaje fuera asesinado mientras se encontraba en una operación encubierta.

## Familia
Schroder nació en Staten Island, Nueva York, hijo de Diana (una empleada de la compañía telefónica) y de Richard Bartlett Schroder (un gerente de distrito de una compañía de telefonía). Tiene una hermana. Es de ascendencia alemana, inglesa y noruega.
El 26 de septiembre de 1992 se casó con Andrea Bernard, la pareja tiene cuatro hijos

## Filmografía

### Películas
| Año  | Película                             | Papel                                 | Notas                          |
| ---- | ------------------------------------ | ------------------------------------- | ------------------------------ |
| 1979 | El campeón                           | T.J.                                  | Como Ricky Schroder.           |
| 1980 | The Last Flight of Noah's Ark        | Bobby                                 | Como Ricky Schroder.           |
| 1980 | The Earthling                        | Shawn Daley                           | Como Ricky Schroder            |
| 1980 | Little Lord Fauntleroy               | Ceddie Errol (Little Lord Fauntleroy) | Como Ricky Schroder            |
| 1982 | Something So Right                   | Joey Bosnick                          | TV movie / como Ricky Schroder |
| 1983 | Two Kinds of Love                    | Robbie Farley                         | TV movie                       |
| 1985 | A Reason to Live                     | Alex Stewart                          | TV movie                       |
| 1988 | Too Young the Hero                   | Calvin Graham                         | TV movie                       |
| 1989 | Terror on Highway 91                 | Clay Nelson                           | TV movie                       |
| 1989 | Out on the Edge                      | Danny Evetts                          | TV movie                       |
| 1990 | A Son's Promise                      | Terry O'Kelly                         | TV movie                       |
| 1990 | The Stranger Within                  | Mark                                  | TV movie                       |
| 1991 | Across the Tracks                    | Billy Maloney                         | TV movie                       |
| 1991 | Blood River                          | Jimmy Pearls a.k.a. The Kid           | TV movie                       |
| 1991 | My Son Johnny                        | Johnny                                | TV movie                       |
| 1992 | Miles from Nowhere                   | Frank Reilly                          | TV movie                       |
| 1993 | Call of the Wild                     | John Thornton                         | TV movie                       |
| 1994 | Texas                                | Otto MacNab                           | TV movie                       |
| 1994 | To My Daughter with Love             | Joey Cutter                           | TV movie                       |
| 1994 | There Goes My Baby                   | Stick                                 |                                |
| 1995 | Crimson Tide                         | Lt. Paul Hellerman                    |                                |
| 1996 | Innocent Victims                     | Billy Richardson                      | TV movie                       |
| 1997 | Ebenezer                             | Samuel Benson                         | TV movie                       |
| 1997 | Too Close to Home                    | Nick Donahue                          | TV movie                       |
| 1997 | Detention: The Siege at Johnson High | Jason Copeland                        | TV movie                       |
| 1997 | Heart Full of Rain                   | Isaiah Dockett                        | TV movie                       |
| 1998 | I Woke Up Early the Day I Died       | Cruiser Cop #2                        | Cameo                          |
| 1999 | What We Did That Night               | Henry                                 | TV movie                       |
| 2001 | The Lost Battalion                   | Major Charles White Whittlesey        | TV movie                       |
| 2002 | Poolhall Junkies                     | Brad                                  |                                |
| 2003 | Face of Terror                       | Nick Harper                           |                                |
| 2003 | Consequence                          | John Wolfe                            |                                |
| 2004 | Black Cloud                          | Eddie                                 | debut como director            |
| 2005 | 14 Hours                             | Dr. Foster                            | TV movie                       |
| 2008 | Journey to the Center of the Earth   | Jonathan Brock                        | TV movie                       |
| 2009 | Locker 13                            | Tommy Novak                           |                                |
| 2009 | Blood Done Sign My Name              | Vernon Tyson                          |                                |
| 2010 | Todo sobre mi desmadre               | Él mismo                              |                                |

### Series de Televisión
| Año(s)    | Título                  | Papel               | Temporadas | Notas               |
| --------- | ----------------------- | ------------------- | ---------- | ------------------- |
| 1982-1987 | Silver Spoons           | Ricky Stratton      |            |                     |
| 1989      | Lonesome Dove           | Newt Dobbs          |            | miniserie tv        |
| 1993      | Return to Lonesome Dove | Newt Dobbs          |            | miniserie tv        |
| 1998-2001 | NYPD Blue               | Det. Danny Sorenson | 6-8        |                     |
| 2005-2006 | Strong Medicine         | Dr. Dylan West      | 6          |                     |
| 2007      | 24                      | Mike Doyle          | 6          | Como Ricky Schroder |
| 2008      | La amenaza de Andrómeda | Major Bill Keane MD |            | miniserie de tv     |

### Apariciones en tv
| Año  | Título              | Papel               | Episodios             | Notas                                   |
| ---- | ------------------- | ------------------- | --------------------- | --------------------------------------- |
| 1983 | Faerie Tale Theatre | Hansel              | "Hansel and Gretel"   | Season 2, episode 6 / as Ricky Schroder |
| 2003 | Scrubs              | Nurse Paul Flowers  | "His Story"           | Season 2, episode 15                    |
| 2003 | Scrubs              | Nurse Paul Flowers  | "My Karma"            | Season 2, episode 16                    |
| 2003 | Scrubs              | Nurse Paul Flowers  | "My T.C.W."           | Season 2, episode 18                    |
| 2003 | Scrubs              | Nurse Paul Flowers  | "My Kingdom"          | Season 2, episode 19                    |
| 2006 | Robot Chicken       | Cloudkeeper (voice) | "Password: Swordfish" | Season 2, episode 10                    |
| 2010 | No Ordinary Family  | Dave Cotten         | "No Ordinary Friends" | Season 1, Episodio 11                   |